# II liga 2015-2016
La II liga 2015-2016 è stata l'8ª edizione della terza serie del campionato polacco di calcio, dal momento in cui ha assunto tale nominazione. Il torneo è iniziato il 1º agosto 2015 ed è terminato il 5 giugno 2016. Lo Stal Mielec si è laureato campione, venendo promosso assieme a Znicz Pruszków, GKS Tychy e Wisła Puławy.

## Squadre partecipanti
| Squadra                       | Piazzamento nel 2014-15                           |
| ----------------------------- | ------------------------------------------------- |
| Błękitni Stargard Szczeciński | 6°                                                |
| GKS Tychy                     | 16° in I liga                                     |
| Gryf Wejherowo                | 1° in III liga Gruppo pomorsko-zachodniopomorska  |
| Kotwica Kołobrzeg             | 16°                                               |
| Legionovia Legionowo          | 11°                                               |
| Nadwiślan Góra                | 10°                                               |
| Olimpia Zambrów               | 1° in III liga Gruppo podlasko-warmińsko-mazurska |
| Okocimski KS Brzesko          | 14°                                               |
| Polonia Bytom                 | 1° in III liga Gruppo opolsko-śląska              |
| Puszcza Niepołomice           | 15°                                               |
| Radomiak Radom                | 1° in III liga Gruppo łódzko-mazowiecka           |
| Raków Częstochowa             | 4°                                                |
| ROW 1964 Rybnik               | 5°                                                |
| Siarka Tarnobrzeg             | 12°                                               |
| Stal Mielec                   | 8°                                                |
| Stal Stalowa Wola             | 7°                                                |
| Wisła Puławy                  | 13°                                               |
| Znicz Pruszków                | 9°                                                |

## Classifica finale
|  | Pos. | Squadra              | Pt | G  | V  | N  | P  | GF | GS | DR  |
|  | ---- | -------------------- | -- | -- | -- | -- | -- | -- | -- | --- |
|  | 1.   | Stal Mielec          | 69 | 34 | 20 | 9  | 5  | 56 | 27 | +29 |
|  | 2.   | Znicz Pruszków       | 64 | 34 | 18 | 10 | 6  | 53 | 33 | +20 |
|  | 3.   | GKS Tychy            | 59 | 34 | 17 | 8  | 9  | 46 | 27 | +19 |
|  | 4.   | Wisła Puławy         | 57 | 34 | 16 | 9  | 9  | 47 | 30 | +17 |
|  | 5.   | Raków Częstochowa    | 53 | 34 | 15 | 8  | 11 | 59 | 48 | +11 |
|  | 6.   | Siarka Tarnobrzeg    | 53 | 34 | 16 | 5  | 13 | 47 | 43 | +4  |
|  | 7.   | Puszcza Niepołomice  | 50 | 34 | 12 | 14 | 8  | 40 | 29 | +11 |
|  | 8.   | Radomiak Radom       | 50 | 34 | 14 | 8  | 12 | 44 | 34 | +10 |
|  | 9.   | Kotwica Kołobrzeg    | 48 | 34 | 12 | 10 | 12 | 33 | 33 | 0   |
|  | 10.  | Legionovia Legionowo | 47 | 34 | 13 | 8  | 13 | 41 | 35 | +6  |
|  | 11.  | Polonia Bytom        | 44 | 34 | 13 | 6  | 15 | 42 | 44 | -2  |
|  | 12.  | Błękitni Stargard    | 42 | 34 | 11 | 9  | 14 | 37 | 36 | +1  |
|  | 13.  | Rybnik               | 38 | 34 | 9  | 11 | 14 | 37 | 47 | -10 |
|  | 14.  | Olimpia Zambrów      | 37 | 34 | 9  | 10 | 15 | 37 | 54 | -17 |
|  | 15.  | Stal Stalowa Wola    | 37 | 34 | 9  | 10 | 15 | 36 | 48 | -12 |
|  | 16.  | Nadwiślan Góra       | 34 | 34 | 10 | 4  | 20 | 38 | 61 | -4  |
|  | 17.  | Gryf Wejherowo       | 33 | 34 | 8  | 9  | 17 | 35 | 51 | -16 |
|  | 18.  | Okocimski Brzesko    | 25 | 34 | 7  | 4  | 23 | 23 | 71 | -48 |

Legenda:

      Promosse in I liga 2016-2017

  Ammesse ai play-off.

      Retrocesse in III liga 2016-2017

Tre punti a vittoria, uno a pareggio, zero a sconfitta.
La classifica viene stilata secondo i seguenti criteri:
- Punti conquistati
- Punti conquistati negli scontri diretti
- Differenza reti negli scontri diretti
- Reti realizzate negli scontri diretti
- Goal fuori casa negli scontri diretti (solo tra due squadre)
- Differenza reti generale
- Reti totali realizzate
- Fair-play ranking